# Vojvodstvo Estonija (1219. – 1346.)
Vojvodstvo Estonija (dan.: Hertugdømmet Estland, lat.: Ducatus Estoniae) ili Danska Estonija bio je je naziv za srednjovjekovno vojvodstvo, domenu danskog kralja, koja je postojala od 1219. do 1346.

## Povijest
Nastalo je tijekom Livonskog križarskog rata na teritorijima današnje sjeverne Estonije kao dio Terre Mariane.
Prostiralo na površini od 12 000 km² širom današnjih okruga Harju, Lääne-Viru, Ida-Viru i otoka Zapadnoestonskog arhipelaga.
Danske su trgovce ometali poganski Estonci koji su napadali njihove brodove, pa su se i oni odazvali pozivu pape Inocenta III. na Livonski križarski rat.
Danska križarska flota, predvođena lundskim nadbiskupom i papinskim nuncijem Andersom Sunesenom doplovila je 1206. do Otoka Saaremaa i osvojila ga. Danci su uspjeli sagraditi drvenu utvrdu, koju su napustili s dolaskom zime i povukli se u Rigu.
Danski kralj Valdemar II. krenuo je na Estoniju s golemom flotom od 1500 vojnika i iskrcao se 1219. kod Tallinna.
Danci su pored Lyndanisea započeli s izgradnjom nove utvrde Danskeborgen (iz nje je izrastao estonski glavni grad Tallinn). Estonci su se susreli sa Valdemarom II., predali se i pristali prijeći na kršćanstvo. 
Međutim to je bio samo trik, jer su tri dana kasnije uvečer iznenada napali dansku vojsku s pet različitih strana, ali su se Danci uspjeli othrvati. 
Nakon Bitke kod Lyndanisse 1219., Danci su podigli novu utvrdu, koju su 1220. i 1223. neuspješno opsjedali Estonci. U godinama koje su uslijedile čitav sjeverni dio Estonije došao je pod dansku kontrolu, što je dovelo do formiranja Vojvodstva Estonije.
Livonsko bratstvo mača bilo je nakon poraza u Bitci kod Saule 1236. Ugovorom iz Stensbyja 1238. primorano vratiti sjevernu Estoniju Danskoj.
Početkom 14. stoljeća prihodi danskih kraljeva, pod ugrozom holsteinskih grofova toliko su opali da se kraljevina našla pred bankrotom.
Zbog toga se novi danski vladar Valdemar IV. čim je postao kralj 1340. odmah upustio u konsolidiranje financija i 1346. prodao Dansku Estoniju, s kojom je i onako imao problema zbog čestih ustanaka Teutonskoga viteškog reda.

## Vanjske poveznice
- History of Estonia (engl.)